# プツォンツィ
プツォンツィ（Puconci, ハンガリー語：Battyánd）は、スロベニアの市である。